# Martin W. Bates
Martin Waltham Bates (24 de Fevereiro de 1786 – 1 de Janeiro de 1869) foi um advogado e político de Dover, no Condado de Kent, Delaware. Era um membro do Partido Federalista e depois do Partido Democrata, na qual trabalhou na Assembleia Geral de Delaware e como Senador dos Estados Unidos de Delaware.

## Primeiros anos e família
Bates nasceu em Salisbury, Connecticut. Casou-se com Mary Hillyard, filha de Charles Hillyard. Moraram em Dover, em "Woodburn", atualmente a mansão do Governador de Delaware e eram membros da Igreja Presbiteriana. Depois de mudar-se para Delaware, Bates dava aulas e estudou medicina e direito. Foi aceito na Advocacia em 1822 e exerceu em Dover o resto de sua vida.

## Carreira política
Bates trabalhou na Câmara dos Representantes na sessão de 1826 e era um membro da Assembleia Constituinte de 1852 de Delaware. Tornou-se Senador dos EUA em 1857 quando foi eleito pela Assembleia Geral para preencher a vaga devido a morte do Senador dos EUA John M. Clayton que havia sido rapidamente preenchido com a nomeação de Joseph P. Comegys. Serviu apenas o restante do mandato, de 14 de Janeiro de 1857 a 3 de Março de 1859, quando foi derrotado para a reeleição em 1858 por Willard Saulsbury, Sr.

## Morte e legado
Bates morreu em Dover e está sepultado lá no Antigo Cemitério Presbiteriano, no terreno do Museu Estadual de Delaware.